# Banchus falcatorius
Banchus falcatorius är en stekelart som först beskrevs av Fabricius 1775.  Banchus falcatorius ingår i släktet Banchus och familjen brokparasitsteklar. Arten är reproducerande i Sverige. Inga underarter finns listade.